# Università del Nuovo Messico
L'Università del Nuovo Messico è un'università statunitense pubblica con sede a Albuquerque, in Nuovo Messico.

## Storia
L'università fu fondata il 28 febbraio 1889 ed ebbe come periodi di maggiore espansione i primi e gli ultimi decenni del ventesimo secolo, in cui l'ateneo crebbe in modo esponenziale.

## Sport
I Lobos, che fanno parte della NCAA Division I, sono affiliati alla Mountain West Conference. La pallacanestro, il calcio e lo sci (di cui Nuovo Messico è campione NCAA nel 2004) sono gli sport principali, le partite interne vengono giocate al Isotopes Park e indoor al The Pit.

### Pallacanestro
Nuovo Messico è uno dei college più rappresentativi nella pallacanestro, conta 15 apparizioni nella post-season senza mai raggiungere le Final Four.
I Lobos nelle loro partecipazioni alla March Madness non sono mai riusciti a vincere due partite consecutive.